# Melitaea rectealpina
Melitaea rectealpina är en fjärilsart som beskrevs av Ruggero Verity 1929. Melitaea rectealpina ingår i släktet Melitaea och familjen praktfjärilar. Inga underarter finns listade i Catalogue of Life.